# Kissology Volume Three: 1992–2000
Kissology Volume Three: 1992-2000 es un DVD publicado por la banda de hard rock Kiss el 18 de diciembre de 2007. Se trata de la tercera parte de la serie Kissology, que dio inicio con Kissology Volume One: 1974–1977, publicado en 2006. El DVD fue certificado multiplatino por la RIAA.

## Lista de canciones

### Disco 1
- The Palace of Auburn Hills: Detroit, MI 27 de noviembre de 1992

1. "Creatures of the Night"
2. "Deuce"
3. "I Just Wanna"
4. "Unholy"
5. "Parasite"
6. "Heaven's On Fire"
7. "Domino"
8. "Watchin' You"
9. "War Machine"
10. "Rock and Roll All Nite"
11. "Lick It Up"
12. "Take It Off"
13. "I Love It Loud"
14. "Detroit Rock City"
15. "God Gave Rock and Roll to You II"
16. "Love Gun"
17. "The Star-Spangled Banner"

- MTV Unplugged: 9 de agosto de 1995

1. Behind the Scenes
2. "Comin' Home"
3. "Plaster Caster"
4. "Goin' Blind"
5. "Do You Love Me"
6. "Domino"
7. "Got to Choose"
8. "Sure Know Something"
9. "A World Without Heroes"
10. "Hard Luck Woman"
11. "Rock Bottom"
12. "See You Tonight"
13. "I Still Love You"
14. "Every Time I Look at You"
15. "Heaven's on Fire"
16. "Spit"
17. "C'mon And Love Me"
18. "God of Thunder"
19. "2,000 Man"
20. "Beth"
21. "Nothin' to Lose"
22. "Rock and Roll All Nite"

### Disco 2
- Tiger Stadium: Detroit, MI 28 de junio de 1996

1. "Deuce"
2. "King of the Night Time World"
3. "Do You Love Me"
4. "Calling Dr. Love"
5. "Cold Gin"
6. "Christine Sixteen"
7. "Love Gun"
8. "Shout It Out Loud"
9. "Watchin' You"
10. "Firehouse"
11. "Strutter"
12. "Shock Me"
13. "Rock Bottom"
14. "God of Thunder"
15. "Let Me Go, Rock 'n' Roll"
16. "100,000 Years"
17. "Rock and Roll All Nite"

- 1996 MTV Video Music Awards: Brooklyn Bridge, NY 4 de septiembre de 1996

1. "Rock and Roll All Nite"
2. "New York Groove"
3. "Deuce"
4. "Calling Dr. Love"
5. "Love Gun"

- Dodger Stadium: Los Ángeles, CA 31 de octubre de 1998 Parte 1

1. "Psycho Circus"
2. "Shout It Out Loud"
3. "Let Me Go, Rock 'n' Roll"
4. "Shock Me"
5. "Do You Love Me"
6. "Calling Dr. Love"
7. "Firehouse"
8. "Cold Gin"
9. "Nothin' to Lose"
10. "She"
11. "I Was Made for Lovin' You"

### Disco 3
- Dodger Stadium - Los Ángeles, CA Parte 2

1. "Into the Void"
2. "Love Gun"
3. "Within"
4. "100,000 Years"
5. "King of the Night Time World"
6. "God of Thunder"
7. "Deuce"
8. "Detroit Rock City"
9. "Beth"
10. "Black Diamond"
11. "Rock and Roll All Nite"

- Detroit Rock City Movie Premiere Party: Los Ángeles, CA, 8 de agosto de 1999

1. "Detroit Rock City"
2. "Shout It Out Loud"
3. "Cold Gin"
4. "Rock and Roll All Nite"

- "Last KISS" Pay-Per-View Event: Continental Airlines Arena, East Rutherford, 27 de junio de 2000

1. "Detroit Rock City"
2. "Deuce"
3. "Shout It Out Loud"
4. "Firehouse"
5. "Heaven's on Fire"
6. "Let Me Go, Rock 'N' Roll"
7. "Shock Me"
8. "Psycho Circus"
9. "God of Thunder"
10. "100,000 Years"
11. "Love Gun"
12. "I Still Love You/ Black Diamond"
13. "Beth"
14. "Rock and Roll All Nite"

### Disco 4
- Coventry - Queens, Nueva York 22 de diciembre de 1973

1. "Deuce"
2. "Cold Gin"
3. "Nothin' To Lose"
4. "Strutter"
5. "Firehouse"
6. "Let Me Know"
7. "100,000 Years"
8. "Black Diamond"
9. "Let Me Go, Rock 'N' Roll"

### Disco bonus # 1
- KROQ Weenie Roast: Irvine Meadows, CA 15 de junio de 1996

1. "Deuce"
2. "Love Gun"
3. "Cold Gin"
4. "Calling Dr. Love"
5. "Firehouse"
6. "Shock Me"
7. "100,000 Years"
8. "Detroit Rock City"
9. "Black Diamond"
10. "Rock and Roll All Nite"

### Disco bonus # 2
- "Pacaembú Stadium", Sao Paulo, Brasil 27 de agosto de 1994

1. "Creatures of the Night"
2. "Deuce
3. "Parasite"
4. "Unholy"
5. "I Stole Your Love"
6. "Cold Gin"
7. "Watchin' You"
8. "Firehouse"
9. "Got to Choose"
10. "Calling Dr. Love"
11. "Makin' Love"
12. "War Machine"
13. "I Was Made for Lovin' You"
14. "Domino"
15. "Love Gun"
16. "Lick It Up"
17. "God of Thunder"
18. "I Love It Loud"
19. "Detroit Rock City"
20. "Black Diamond"
21. "Heaven's On Fire"

### Disco bonus # 3
- Madison Square Garden: Nueva York, 27 de julio de 1996

1. "Deuce"
2. "Calling Dr. Love"
3. "Cold Gin"
4. "Let Me Go, Rock 'n' Roll"
5. "Shout It Out Loud"
6. "Watchin' You"
7. "Firehouse"
8. "Shock Me"
9. "Strutter"
10. "Rock Bottom"
11. "God of Thunder"
12. "Love Gun"
13. "100,000 Years"
14. "Black Diamond"
15. "Detroit Rock City"
16. "Rock and Roll All Nite"

### Disco bonus # 4
- Detroit Rock City, 1999. 1 hr, 35 min